# Anchova-de-Baía
A Anchova-de-Baía (nome científico; Anchoa Mitchilli) ou Biqueirão-de-Baía é uma espécie de peixe que é nativa do oceano atlântico ocidental e do Golfo do México, sendo ela uma das espécies de peixes mais encontradas ao longo da costa marítima do Atlântico Ocidental, a Anchova-de-Baía possui barbatanas que são sustentadas por ossos, pois a Anchova-de-Baía participam da classe Actinopterygii e a Anchova-de-Baía fazem parte da família Engraulidae, a Anchova-de-Baía é considerada inofensiva para humanos, a Anchova-de-Baía pode viver tanto quanto em água salgada tanto quanto em água doce, a Anchova-de-Baía vive em áreas subtropicais.
As Anchovas-de-Baía podem alcançar 1 metro à 70 metros de profundidade, onde geralmente a Anchova-de-Baía fica em profundidades entre 1 metro à 36 metros de profundidade, as Anchovas-de-Baía tem normalmente 10 centímetros de diâmetro.

## Etimologia
A nomenclatura binomial da Anchova-de-Baía foi criada pelo zoólogo francês Achille Valenciennes  em 1848, como homenagem à Samuel Latham Mitchill (1764 - 1831) que foi um naturalista, médico e senador do Estados Unidos que estudou peixes em Nova York.

## Habitat e ecologia
As Anchovas-de-Baía são normalmente encontradas em áreas de marés rasas com fundos lamacentos e águas salobras, onde as Anchovas-de-Baía podem tolerar uma ampla gama de soluções salinas (de água doce à soluções salinas e hipersalinas), as Anchovas-de-Baía podem ser encontradas apenas na primavera e verão da porção de maré no Rio Ochlockonee da Flórida.
As Anchovas-de-Baía são importantes para a cadeia alimentar de vários ecossistemas, pois elas são alvos de predadores e como eles se alimentam principalmente de Mysidas e plânctons, eles ajudam a diminuir a biomassa de plâncton no ecossistema e o aumento na biomassa de peixes maiores.
As Anchovas-de-Baía podem ser encontradas em cardumes na zona fótica entre 36 à 70 metros e baías.

## Biologia
As Anchovas-de-Baía se alimentam principalmente de Mysida e copépodes, além de pequenos peixes, gastrópodes e isópodes, as Anchovas-de-Baía se reproduzem na Carolina do Norte do final de Abril à meados de Julho, onde as vezes o período de reprodução chega até agosto, onde a reprodução acontece em fecundação externa e quando acontece a desova, os ovos são dispersos sobre o mar de forma em que não existe cuidado parental, onde a frequência de desova acontece entre todo o período de reprodução.
Onde os ovos das Anchovas-de-Baía são desenvolvidos quando estão dispersos sobre o mar e em salinidades mais altas, os ovos flutuam no mar até a eclosão e em salinidades mais baixas, os ovos flutuam no mar quando recém-desovados, mas após 12 à 16 horas da fertilização, os ovos se tornam demersais, os ovos das Anchovas-de-Baía são ligeiramente alongados com um eixo maior de 0,65 à 1,24 milímetros e com um eixo menor de 0,64 à 1,12 milímetros.
Os ovos das Anchovas-de-Baía após eclodirem liberam larvas com no mínimo 1.8 milímetros e no máximo 2.7 milímetros, onde as larvas de Anchovas-de-Baía se desenvolvem em áreas habitadas por plânctons, onde as larvas de Anchovas-de-Baía não contém nenhuma célula Cromatófora, fazendo as larvas de Anchovas-de-Baía não terem pigmento nenhum.
Onde o período pós-larval de Anchovas-de-Baía, as larvas desse período possui um maxilar inferior fortemente projetado, um lateralidade dorsal semelhante à uma enguia, um intestino em formato de tubo e falta de uma bexiga gasosa, após a estágio larval e o estágio pós-larval, quando a Anchova-de-Baía alcança 4 centímetros à 4,5 centímetros, elas atinge a maturidade.

## Uso Humano
As Anchovas-de-Baía são usadas na prática de Fish Chum, como o ingrediente principal, pois são facilmente capturados com tarrafas e são os peixes preferidos de robalos listrados, tainhas e peixes-frangos, onde as pessoas coletam grandes quantidades de Anchovas-de-Baía e à trituram criando iscas naturais que atraem certos peixes de interesse.

Mas o mercado das Anchovas-de-Baía é muito pequeno e de pouco interesse, pois as Anchovas-de-Baía não são de interesse culinário e geral, apenas no mercado de iscas naturais e de Fish Chum.